# Ivan Damjanov
Ivan Damjanov (Subotica, 31. ožujka 1941.), hrvatski liječnik, patolog i dopisni član HAZU.

## Životopis
Rodio se u Subotici. U Zagrebu je 1964. završio studij medicine i poslijediplomski studij iz eksperimentalne biologije. Od 1966. do 1974. radio je kao asistent te docent Zavoda za opću patologiju i patološku anatomiju zagrebačkoga Medicinskoga fakulteta. Godine 1974. otišao je u SAD, gdje je do 1977. bio sveučilišni profesor u Farmingtonu (Connecticut), a potom u Philadelphiji i Kansas Cityju. Bavi se razvojnom biologijom proučavajući diferencijaciju i rast embrionalnih i malignih stanica te istražujući teratogenezu kao i ultrastrukturu i imunohistokemiju teratoma i teratokarcinoma.